# Сайра
Са́йра (лат. Cololabis saira) — вид лучепёрых рыб семейства макрелещуковых. Распространены в Тихом океане. Имеют важное промысловое значение. Русский термин сайра как общее обозначение вида имеет японское происхождение.

## Описание
Тело вытянутое веретенообразное, рыло удлинённое. Чешуя мелкая. Нижняя челюсть несколько длиннее верхней. Спинной плавник с 10—11 мягкими лучами сдвинут к хвостовому плавнику. Анальный плавник с 12—14 мягкими лучами расположен на уровне спинного плавника. За спинным плавником имеется 5—6 мелких добавочных плавничков, за анальным плавником 5—7 таких плавничков. Хвостовой плавник с глубокой выемкой. Боковая линия проходит низко, вдоль брюха.
Спина тёмно-зелёная или сине-зелёная, бока серебристые.
Максимальная длина тела 40 см, масса 180 г. Живёт до 5—6 лет.

## Биология
Пелагическая стайная рыба, глубины обитания — от 0 до 230 м. Совершает протяжённые сезонные миграции: осенью на юг в районы размножения, а весной — на север в места нагула. Питается зоопланктоном, преимущественно ракообразными, икрой и личинками рыб.
Половой зрелости достигает в возрасте 2 года. Нерест с октября до июня с максимумом в зимние месяцы. Икра по форме эллипсоидальная, с несколькими нитями на верхнем полюсе, клейкая, выметывается рыбой на плавучие водоросли. Плодовитость, в зависимости от размера тела рыбы — от 9 до 22 тысяч икринок. Развивается в толще воды, личинки после вылупления также держатся некоторое время в дрейфующих водорослях.

## Распространение

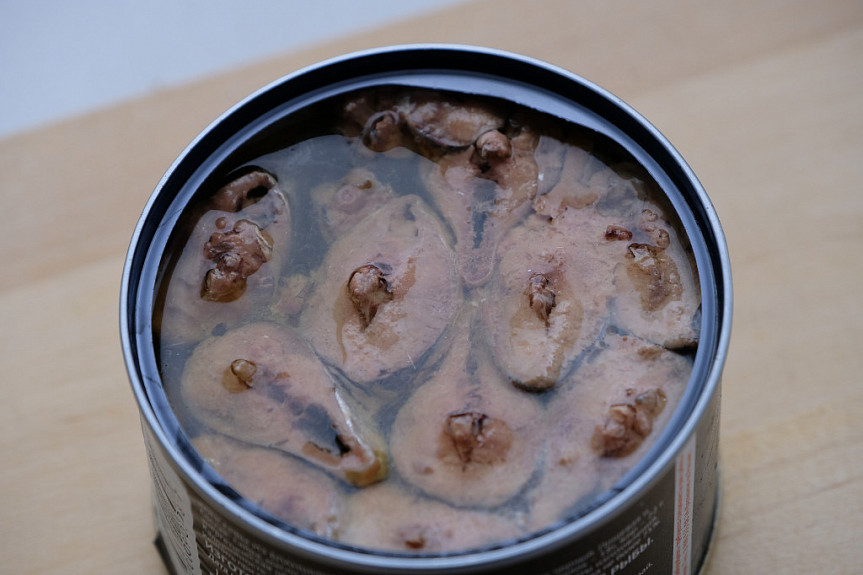
Открытая банка консервированной сайры

Ареал — умеренная и субтропическая зоны Тихого океана в Северном полушарии. Распространена от Кореи и Японии вдоль Курильских островов и Камчатки до Аляски и далее на юг до Мексики, 67°—18° сев. ш., 137°—108°в. д. В России — в Японском море, в южной части Охотского моря и в Тихом океане (у Курильских островов).

## Промысел
Сайра является важным промысловым видом, образующим промысловые скопления. Лов сезонный (путинный), ведётся дрифтерными сетями, боковыми ловушками и кормовыми сайровыми ловушками, в ночное время с помощью световых ловушек. В СССР и России наиболее распространена переработка сайры в консервы, в состав которых входят кусочки сайры холодного копчения, специи, пряности, иногда консерванты.
Содержание питательных веществ в консервированной сайре (в 100 г, средние значения):  белки - 18 г, жиры - 21 г. Калорийность - 261 ккал. 
| Год                   | 2005  | 2006  | 2007  | 2008  | 2009  | 2010  | 2011 | 2012 | 2013  | 2014  | 2015  | 2016  |
| Мировые уловы, тыс. т | 478,2 | 394,9 | 524,9 | 622,1 | 475,7 | 432,4 | 459  | 461  | 428,4 | 628,6 | 359,5 | 362,8 |